# Ommata bivitticollis
Ommata bivitticollis är en skalbaggsart som först beskrevs av Fisher 1952.  Ommata bivitticollis ingår i släktet Ommata och familjen långhorningar. Inga underarter finns listade i Catalogue of Life.